# 조나단 폴라드

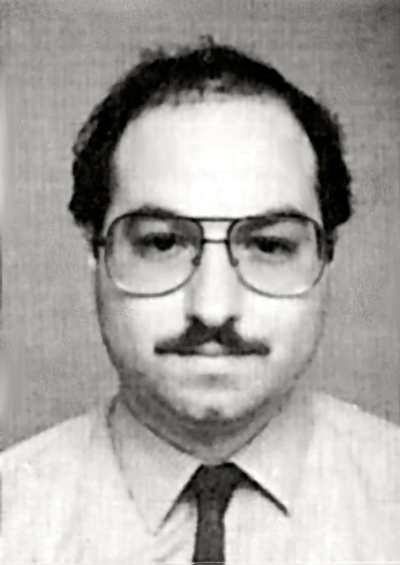

조나단 폴라드(Jonathan Pollard, 1954년 8월 7일-)는 미국의 전직 정보 분석관이다.

## 생애
1954년 미국 텍사스주 갤버스턴에서 태어났다. 유대인이다. 1979년 대학을 졸업하고 CIA에 취직했다. 이후에 해군 정보국에서 일했다.
미국 해군 정보 분석관 조나단 폴라드는 1985년 이스라엘 모사드의 정보원으로부터 미화 5만 달러를 받고 스파이 행위를 한 혐의로 종신형을 선고았다. 수만건의 1급 기밀정보를 이스라엘에 전한 혐의로 체포되었다. 이스라엘로부터는 국민적인 영웅으로 대접받고 있다. 또한 그의 가족들은 이스라엘 국민의 성원으로 경제적인 문제없이 잘 살고 있다.
1987년 3월 4일, 캐스퍼 와인버거 국방장관이 법원에 제출한 비밀 메모인 손해평가서에 근거해, 조다난 폴라드에게 종신형이 선고되었다.
2015년 7월 28일, 미국에 수감된 이스라엘 거물 간첩 조나단 폴라드가 11월 20일 30년 만에 석방될 것이라고 아옐렛 샤케드 이스라엘 법무장관이 발표했다. 그는 자신의 트위터에 미국의 사면위원회가 이 유태계 미국인 간첩을 석방키로 결정했다고 말했다. 5년간 미국에서 출국할 수 없는 조건이 붙은 것으로 알려졌다.